# Lacjum
Lacjum (wł. Lazio) – region administracyjny w centralnych Włoszech, o powierzchni 17 203 km²; 5,2 mln mieszkańców ze stolicą w Rzymie (2,5 mln mieszkańców). Gęstość zaludnienia 302 os./km². Graniczy z regionami: Toskania, Umbria, Marche, Abruzja, Molise i Kampania.
- Największe miasta: Rzym, Viterbo, Civitavecchia, Rieti, Frosinone, Latina, Velletri
- Najwyższe wzniesienie: Terminillo (2216 m n.p.m.)
- Najdłuższe rzeki: Tyber, Garigliano

Lacjum (łac. Latium) to także kraina historyczna w antycznej Italii znajdująca się w środkowej części Półwyspu Apenińskiego nad Tybrem. Położona między Apeninami a Morzem Tyrreńskim. Z tą krainą graniczyły:
- Etruria (obecnie Toskania)
- Kampania
- Samnium, górski region zamieszkany przez Samnitów
- od wschodu kraje Ekwów i Sabinów.

Lacjum jest uważane za kolebkę państwa rzymskiego. Głównym miastem tego regionu stał się z czasem (najpóźniej w V w. p.n.e.) Rzym, z portem w Ostii, u ujścia Tybru.
Północną część, w której leży Rzym, zamieszkiwali Latynowie, od których nazwę wzięła cała kraina, a także język, którym się posługiwano (łacina). Latynowie początkowo znajdowali się pod hegemonią Etrusków. Południową część zamieszkiwali Wolskowie i kilka mniejszych plemion.

## Prowincje
W skład regionu wchodzi 5 prowincji:

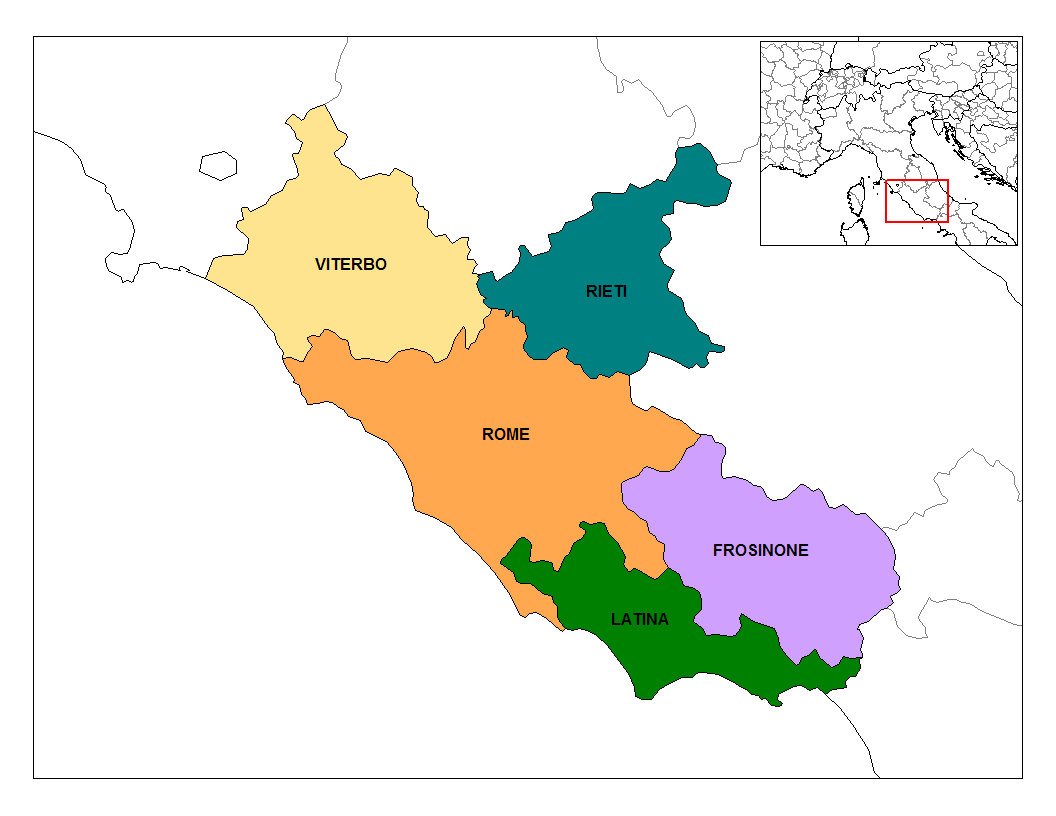
Prowincje

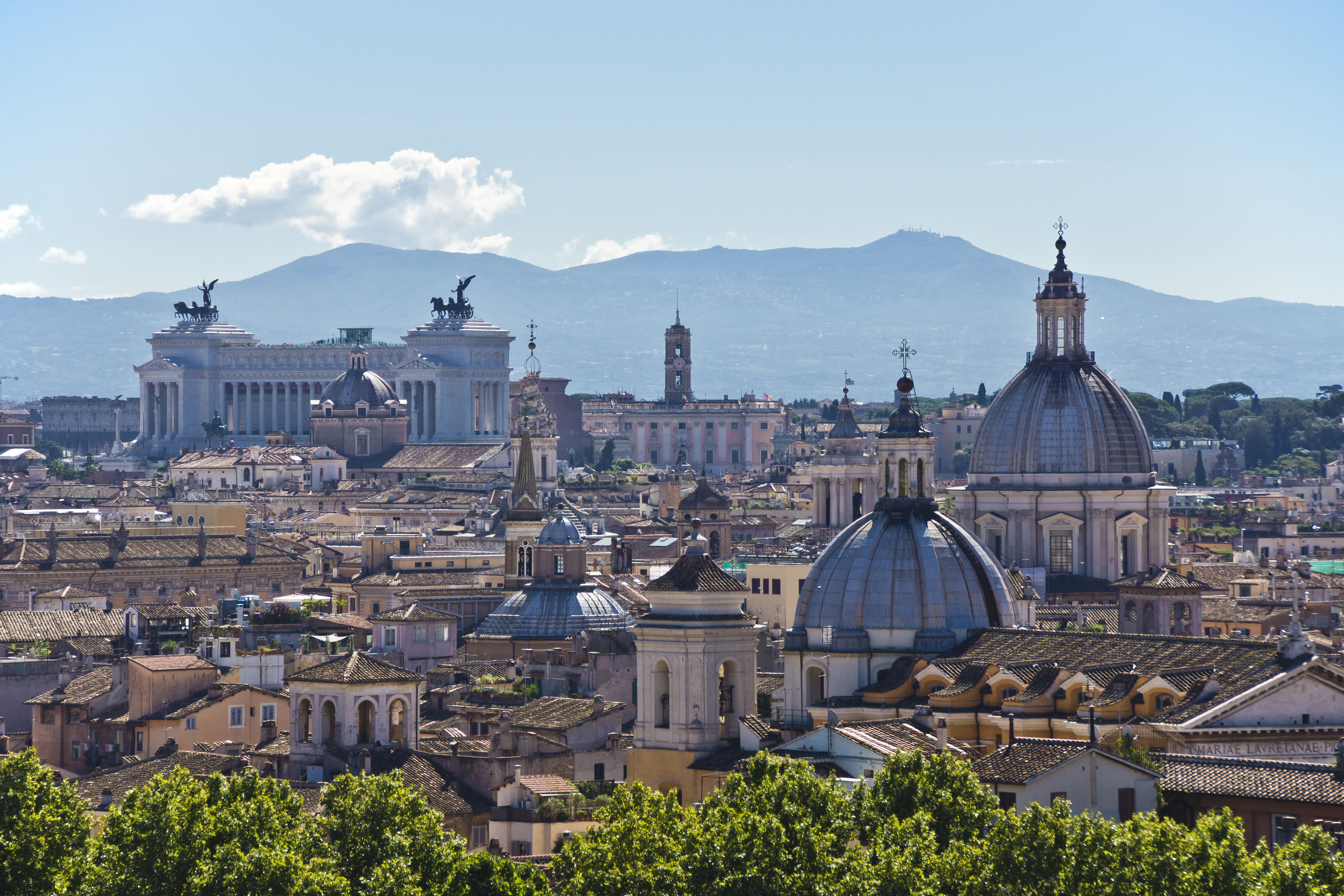
Rzym

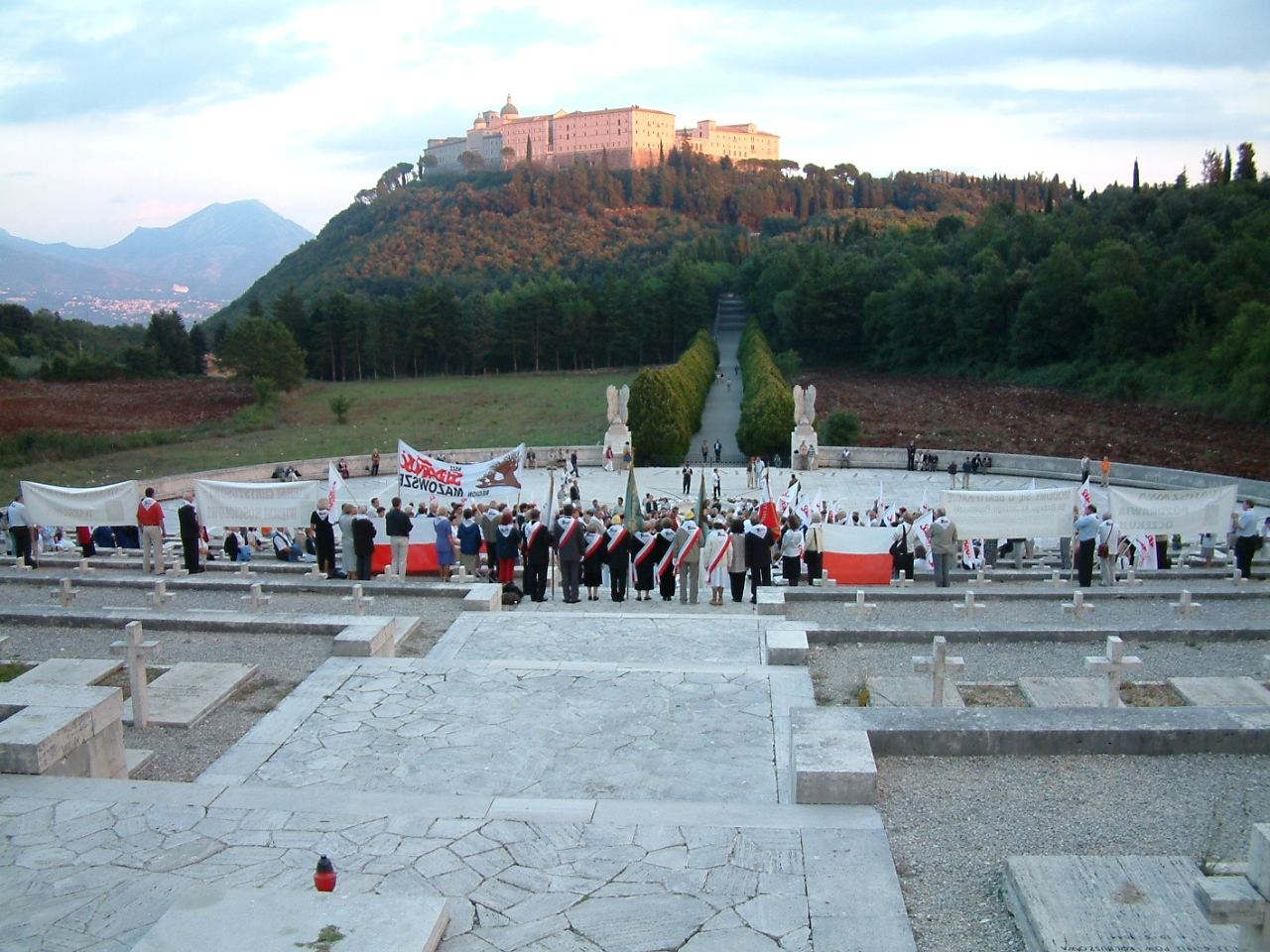
Monte Cassino

- Rzym
- Latina
- Viterbo
- Frosinone
- Rieti.

## Historia
W tradycji pierwszym królem Lacjum był na przełomie XIV i XIII w. p.n.e. Sterces, którego stolica znajdowała się w Laurentum. Według rzymskich legend za trzeciego z kolei jego następcy – Latynusa – przybył do Lacjum bohater spod Troi, Eneasz (pocz. XII w. p.n.e.)., którego syn Askaniusz Juliusz założył nową dynastię królewską w mieście Alba Longa. Członkowie tej dynastii nosili nazwisko (łac. nomen gentilicium – nazwisko rodowe) Sylwiusz (łac. Silvius). Alba Longa była przez długi okres stolicą Związku Latyńskiego, złożonego z 30 miast, w tym także z Rzymu. Około 660 p.n.e. król Alba Longa utracił przewodnictwo w Związku na rzecz króla Rzymu Tullusa Hostyliusza.
W 508 p.n.e. Latynowie wzniecili powstanie przeciw supremacji republikańskiego już Rzymu, czego skutkiem był traktat rzymsko-latyński z 493 r., zrównujący prawnie wszystkie miasta latyńskie z Rzymem. W 338 p.n.e., po zwycięskiej wojnie z Latynami, Rzymianie rozwiązali Związek Latyński inkorporując jednocześnie Lacjum do Republiki Rzymskiej. Od tego czasu Lacjum znajdowało się we władaniu metropolii, która w następnych stuleciach przygotowywała się do objęcia panowania nad znaczną częścią Starego Świata. Pierwszy krok na tej długiej drodze Rzymianie uczynili w Lacjum. Później legioniści pokonali Etrusków. W 396 p.n.e. Rzymianie zdobyli najbliższe im miasto etruskie, Weje, a niespełna sto lat później Vulci – ostatnią twierdzę tego potężnego niegdyś ludu.
Po upadku Rzymu (cesarstwa zachodniorzymskiego) Lacjum rządzone było przez Ostrogotów, a później przez Bizancjum. W latach 584-751 tereny Lacjum wchodziły w skład egzarchatu Rawenny.
W średniowieczu Lacjum przeżywało ponownie okres rozwoju. Region przeszedł w posiadanie papieży, którzy pragnęli zapewnić swej władzy podstawę terytorialną. Założone w 756 r. Państwo Kościelne przetrwało do 1870 r., kiedy zostało przyłączone do Włoch, a w posiadaniu Kurii Rzymskiej pozostał jedynie Watykan. Od tego czasu Lacjum jest tylko jednym z wielu regionów Włoch.

## Gospodarka
- rolnictwo: uprawa warzyw, winorośli, owoców, oliwek, tytoniu; hodowla bydła i owiec
- przemysł: chemiczny (gumowy), lekki (włókienniczy), paliwowo-energetyczny (rafineryjny), mineralny (ceramiczny)
- rozwinięta turystyka

## Polityka
Prezydentem regionu jest Nicola Zingaretti (PD).